# App Store (macOS)
App Store (còn được gọi là Mac App Store) là một nền tảng phân phối kỹ thuật số cho các ứng dụng macOS, được tạo ra và duy trì bởi Apple Inc. Nền tảng được công bố vào ngày 20 tháng 10 năm 2010, tại sự kiện "Back to the Mac" của Apple. Apple bắt đầu chấp nhận đệ trình ứng dụng từ các nhà phát triển đã đăng ký vào ngày 3 tháng 11 năm 2010, để chuẩn bị ra mắt.
Mac App Store được ra mắt vào ngày 6 tháng 1 năm 2011, như là một phần của bản cập nhật Mac OS X 10.6.6 miễn phí cho tất cả người dùng Mac OS X Snow Leopard. Sau 24 giờ phát hành, Apple đã thông báo rằng có hơn một triệu lượt tải xuống.
Vào ngày 4 tháng 6 năm 2018, Apple đã thông báo rằng một phiên bản mới của App Store sẽ được đưa vào macOS Mojave

## Lịch sử
Mac App Store được ra mắt với hơn 1000 ứng dụng vào ngày 6 tháng 1 năm 2011, bao gồm iWork '09, iLife '11, Aperture và các ứng dụng của bên thứ ba được chuyển từ iOS, như Angry Birds, Flight Control, Things và Twitter cho Mac. Hầu hết các ứng dụng thuộc danh mục Trò chơi, có số lượng ứng dụng nhiều gấp ba lần trong danh mục lớn nhất tiếp theo, Tiện ích.  Điểm giá phổ biến nhất là 20 đô la 5050. Angry Birds, một trò chơi video phổ biến trên iOS App Store, là ứng dụng trả phí số một trên Mac App Store vào ngày đầu tiên.
Một bản cập nhật cho Mac App Store cho OS X Mountain Lion đã giới thiệu một quả trứng Phục sinh, trong đó, nếu một người tải xuống một ứng dụng từ Mac App Store và vào thư mục Ứng Dụng ( Application Folder ) của người đó trước khi ứng dụng tải xuống xong, người ta sẽ thấy dấu thời gian của ứng dụng là "ngày 24 tháng 1 năm 1984, lúc 2:00 AM, "ngày Macintosh phiên bản đầy tiên được bán. Đây là lần đầu tiên một quả trứng Phục sinh xuất hiện trong một phần mềm của Apple kể từ khi Steve Jobs tuyên bố cấm trứng Phục sinh khi ông trở lại Apple vào năm 1997.
Vào ngày 11 tháng 11 năm 2015, một số ứng dụng được mua thông qua Mac App Store đã bắt đầu bị lỗi khi ra mắt. Người dùng trên toàn thế giới nhận được thông báo lỗi và buộc phải xóa và tải xuống lại các ứng dụng bị ảnh hưởng.  Nó được phát hiện vào ngày hôm sau bởi nhà phát triển Tapbots Paul Haddad rằng vấn đề là do một chứng chỉ bảo mật đã hết hạn. Vào ngày 17 tháng 11, Apple đã gửi một email với lời giải thích cho các nhà phát triển. Công ty tuyên bố rằng hầu hết các vấn đề đã được giải quyết và thông tin khắc phục sự cố đã được cung cấp cho nhóm hỗ trợ của AppleCare.
Vào ngày 17 tháng 12 năm 2015, trách nhiệm giám sát App Store đã được trao cho Phil Schiller, phó chủ tịch cấp cao về Tiếp thị Toàn cầu của Apple. Trước đây, App Store được lãnh đạo bởi Eddy Cue, phó chủ tịch cấp cao của Phần mềm và Dịch vụ Internet.
Vào ngày 1 tháng 1 năm 2018, Apple tuyên bố họ không còn chấp nhận các ứng dụng 32 bit trên Mac App Store, còn các ứng dụng 32 bit hiện có trên App Store phải được cập nhật để phù hợp với kiến trúc 64 bit vào ngày 1 tháng 6 năm 2018

## Quy định
Giống như App Store trên iOS và iPadOS, Mac App Store được quy định bởi Apple.
Để gửi ứng dụng để xem xét, nhà phát triển phải là thành viên của Chương trình Nhà phát triển của Apple. Tính đến tháng 6 năm 2019, phí thành viên là 99 đô la Mỹ một năm.
Ứng dụng phải được Apple chấp thuận trước khi có sẵn trên cửa hàng. Các loại ứng dụng không được Apple cho phép bao gồm:
- Thay đổi các thành phần giao diện người dùng của macOS.
- Không tuân thủ Nguyên tắc giao diện người dùng của macOS.
- Có giao diện hoặc chức năng tương tự như các sản phẩm hiện tại của Apple (ví dụ: Mac App Store, Finder,iTunes và iChat).
- Tương tự các ứng dụng khác đã có trong Mac App Store (ví dụ: Adobe Illustrator và CorelDraw, Photoshop Lightroom và Apple Aperture, Cinema 4D và 3D Max).
- Có chứa hoặc hiển thị tài liệu khiêu dâm.
- Cung cấp nội dung hoặc dịch vụ hết hạn
- Không chạy trên phiên bản mới nhất của macOS.
- Là phiên bản beta, demo, dùng thử hoặc thử nghiệm của phần mềm.
- Thương hiệu tham chiếu mà nhà phát triển không có quyền sử dụng rõ ràng.
- Là phần mềm miễn phí chỉ được cấp phép theo GPL (vì Điều khoản dịch vụ của App Store áp đặt các hạn chế bổ sung không tương thích với GPL).[6][7]
- Sử dụng các thư viện phần mềm được Apple cài đặt tùy chọn hoặc coi là không dùng cho người dùng macOS. Ví dụ:
  - Việc sử dụng Java SE 6 của Apple (mặc dù việc triển khai OpenJDK của Java SE 7 được cho phép nếu được đưa vào ứng dụng).[8][9]
  - Mã PowerPC yêu cầu Rosetta.
- Không dùng Sandbox (kể từ ngày 1 tháng 6 năm 2012).  Tại WWDC 2013, Apple tuyên bố rằng quy tắc này không còn được áp dụng nữa và cái gọi là "ngoại lệ tạm thời" có thể được sử dụng khi ứng dụng có lý do không được đưa vào Sandbox
- Không phải là ứng dụng 64 bit (kể từ ngày 1 tháng 1 năm 2018)
- Chứa mã độc.

Cũng như iOS App Store, Apple đánh giá các ứng dụng trên toàn thế giới dựa trên nội dung của chúng và xác định nhóm tuổi phù hợp với từng nhóm tuổi. macOS sẽ cho phép chặn các ứng dụng gây khó chịu trong Tùy chọn hệ thống. Sau đây là những xếp hạng mà Apple đã nêu chi tiết:
| Xếp hạng     | Sự miêu tả |
| ------------ | --- |
| 4+           | Không chứa tài liệu phản cảm. |
| 9+           | Có thể chứa các sự xuất hiện nhẹ hoặc không thường xuyên của phim hoạt hình, bạo lực tưởng tượng hoặc thực tế và nội dung nhẹ nhàng hoặc không thường xuyên, gợi mở hoặc có chủ đề kinh dị có thể không phù hợp với trẻ em dưới 9 tuổi. |
| 12+          | Có thể chứa phim hoạt hình thường xuyên hoặc dữ dội, bạo lực tưởng tượng hoặc thực tế, chủ đề trưởng thành hoặc khêu gợi nhẹ hoặc không thường xuyên, ngôn ngữ xấu nhẹ hoặc không thường xuyên và cờ bạc mô phỏng có thể không phù hợp với trẻ em dưới 12 tuổi. |
| 17+          | Có thể chứa ngôn ngữ công kích thường xuyên và dữ dội, hoạt hình quá mức, tưởng tượng hoặc bạo lực thực tế, trưởng thành thường xuyên và dữ dội, kinh dị, chủ đề gợi ý, nội dung khiêu dâm, ảnh khoả thân, rượu và ma túy hoặc kết hợp bất kỳ yếu tố nào không phù hợp với người dưới 17 tuổi. Không ai từ 16 tuổi trở xuống được phép mua một ứng dụng được xếp hạng 17+. |
| Không có giá | Những ứng dụng này không thể được mua trên App Store. |

## Cách sử dụng của Apple
Kể từ khi mở Mac App Store, Apple đã ngày càng sử dụng nó như là phương tiện phân phối chính các sản phẩm phần mềm nội bộ của hãng với chi phí cho các phiên bản vật lý được bán tại các Apple Store. Vị thế này đã được tăng lên với bản phát hành Mac OS X Lion tháng 7 năm 2011, đây là bản phát hành đầu tiên của OS X không được bán dưới dạng hộp DVD. Phương pháp này đã giới hạn phạm vi phân phối của hệ điều hành cho những người hiện đang sử dụng Mac OS X 10.6.6+, mặc dù các phương tiện khác được Apple cung cấp sau khi phát hành bao gồm ổ flash USB chứa hệ điều hành và tải xuống tại cửa hàng kỹ thuật số hệ điều hành thông qua các cửa hàng Apple Store. Kể từ OS X Mountain Lion, Hệ điều hành của Apple chỉ có thể được tải xuống từ Mac App Store.
Điều này cũng ảnh hưởng đến các phương tiện phân phối trước đây của Apple thông qua trang web của riêng họ, với thư viện Tải xuống bị xóa vào tháng 7 năm 2011 và được thay thế bằng các liên kết đến trang thông tin của Mac App Store. Tuy nhiên, nó không ảnh hưởng đến thư viện tiện ích Dashboard, cũng như không ảnh hưởng đến thư viện Tiện ích mở rộng Safari, cả hai đều vẫn trực tuyến và dựa trên web (tuy nhiên, trong Safari 12, loại tiện ích mở rộng cũ không được dùng nữa và được thay thế bằng cái mới an toàn hơn và chỉ có sẵn trên Mac App Store). Phần Hỗ trợ Tải xuống của Apple cũng trực tuyến, vì nó cung cấp hầu hết các bản cập nhật bảo mật cho các ứng dụng và hệ điều hành phần mềm hiện tại và cũ hơn, nhiều bản có từ trước năm 1998.

## Vấn đề

### Ứng dụng giả mạo
Không lâu sau khi nhà phát triển trò chơi độc lập Wolfire Games đưa trò chơi của mình, Lugaru, lên Mac App Store với tên Lugaru HD với giá 9,99 USD, nhà phát triển nhận thấy một bản sao giả của trò chơi của họ cũng được bán trên App Store với giá 0,99 USD Mỹ. Nhà phát triển đã liên hệ với Apple vào ngày 31 tháng 1 năm 2011 và vào ngày 10 tháng 2 năm 2011, bản sao giả mạo của trò chơi đã bị xóa khỏi App Store.
Một số trang tin tức đã nhận xét rằng đối với tất cả sự xem xét kỹ lưỡng của Apple đối với các ứng dụng được liệt kê trong cửa hàng của họ, một bản sao giả của một ứng dụng hiện có không nên thực hiện trong quá trình đó và những ngày trước đó, nhà phát triển đã cảnh báo Apple về phần mềm giả mạo gây khó chịu cho các nhà phát triển.